# Ator pornográfico

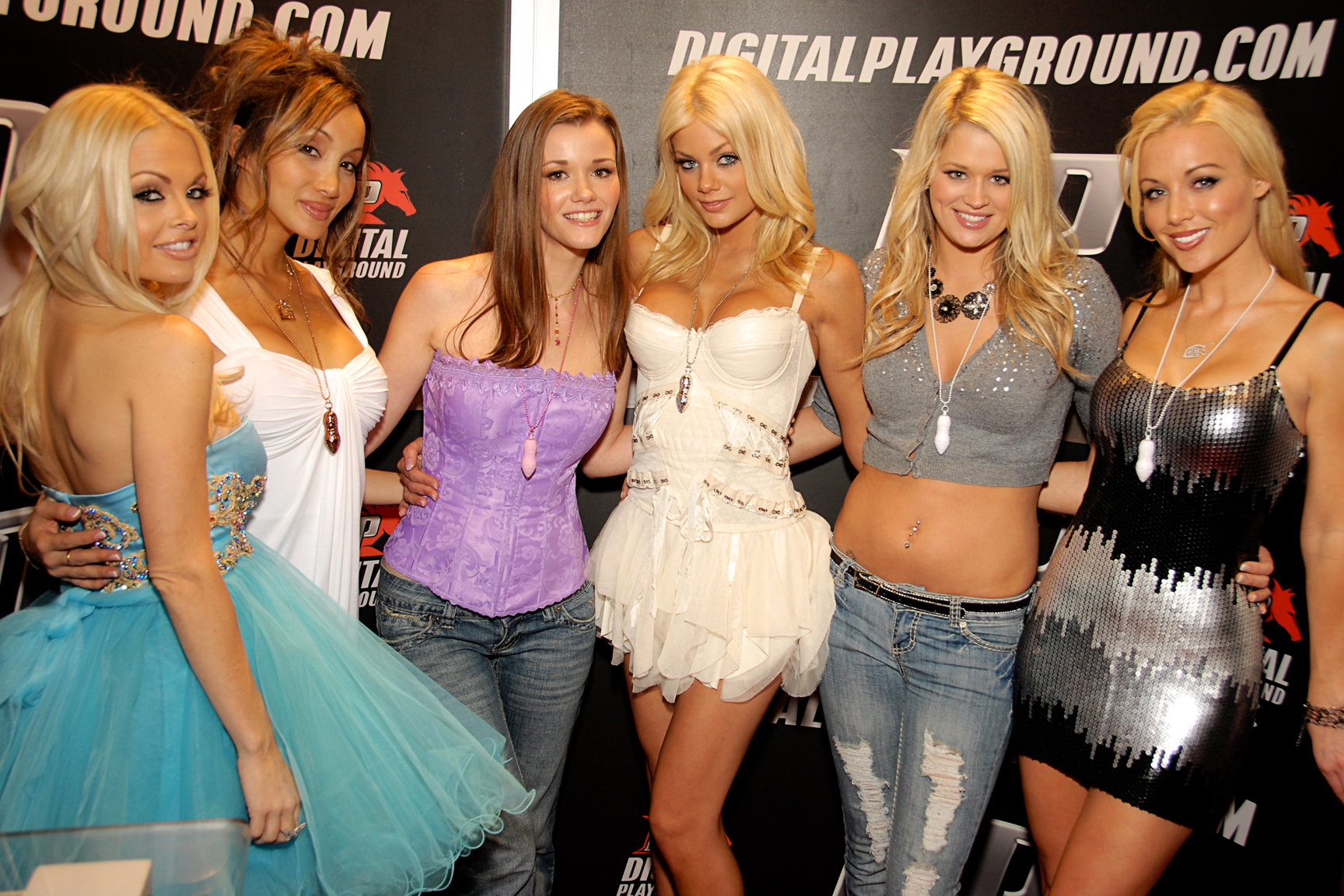
Jesse Jane, Katsuni, Raven Alexis, Riley Steele, Janie Summers e Kayden Kross na AVN Adult Entertainment Expo

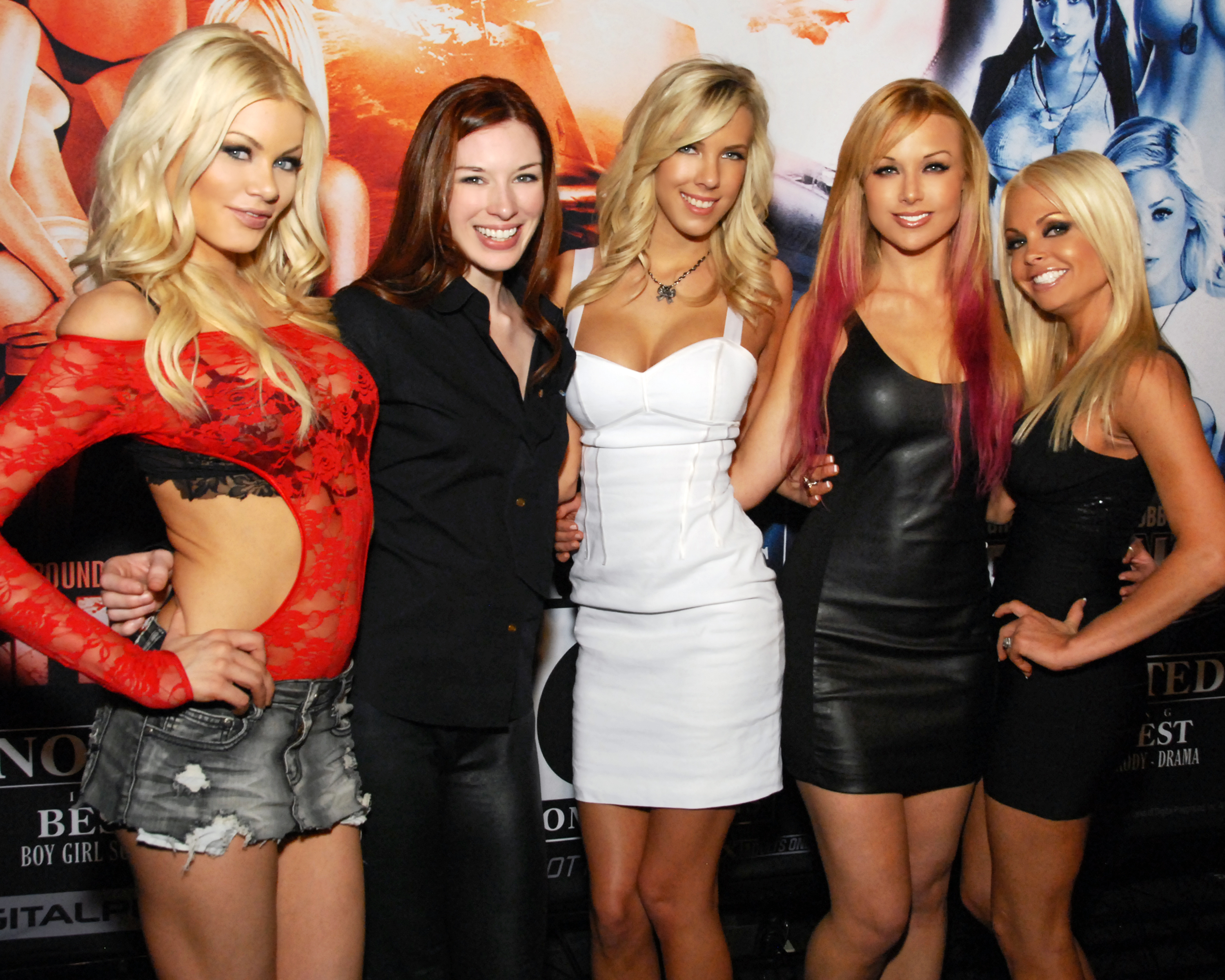
Riley Steele, Stoya, BiBi Jones, Kayden Kross e Jesse Jane na AVN Adult Entertainment Expo

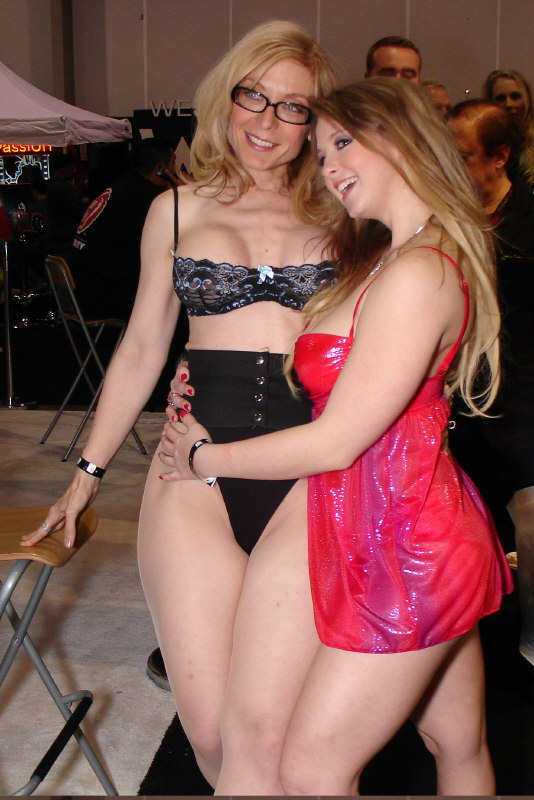
Nina Hartley e Sunny Lane

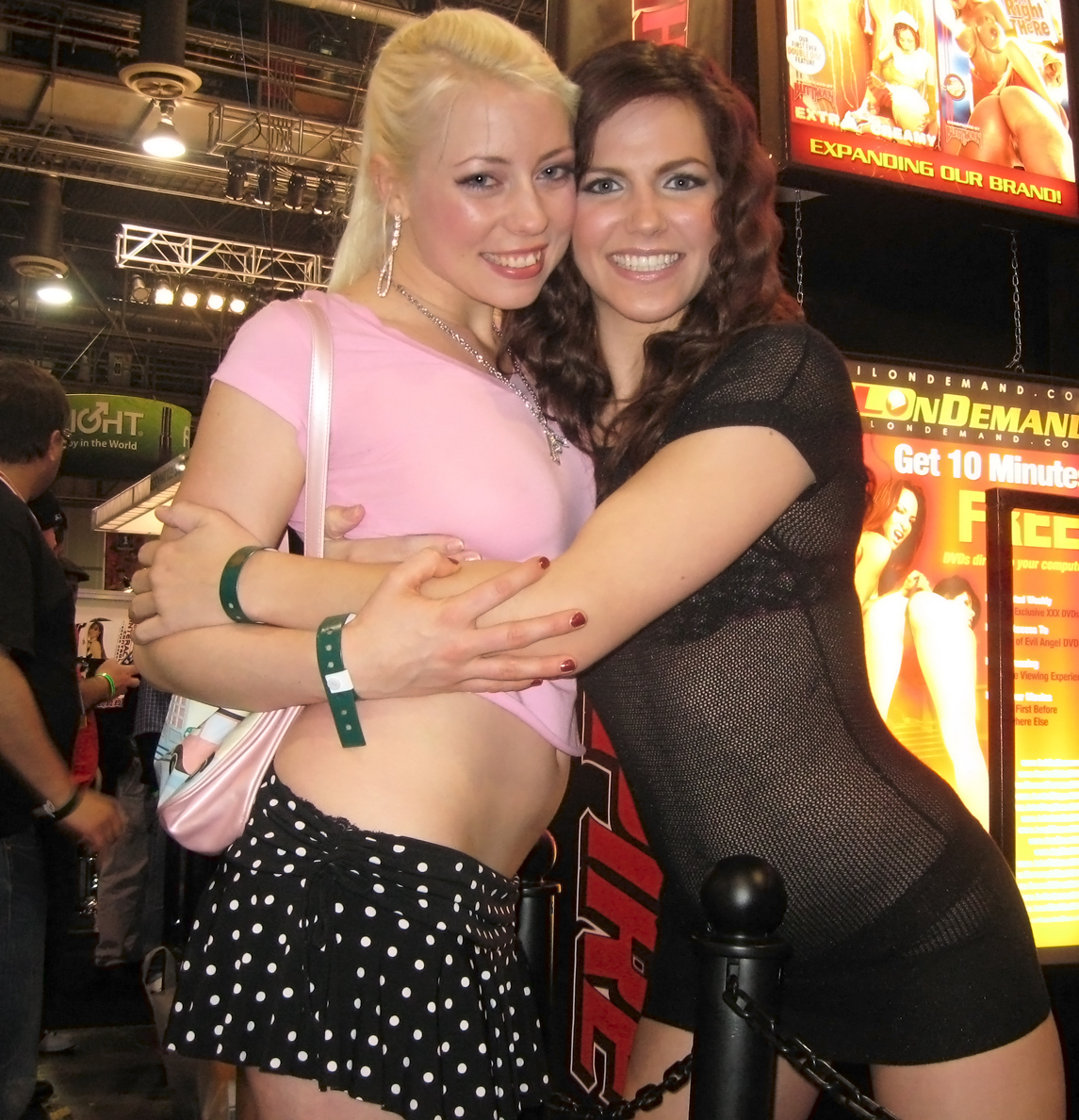
Lorelei Lee e Bobbi Starr

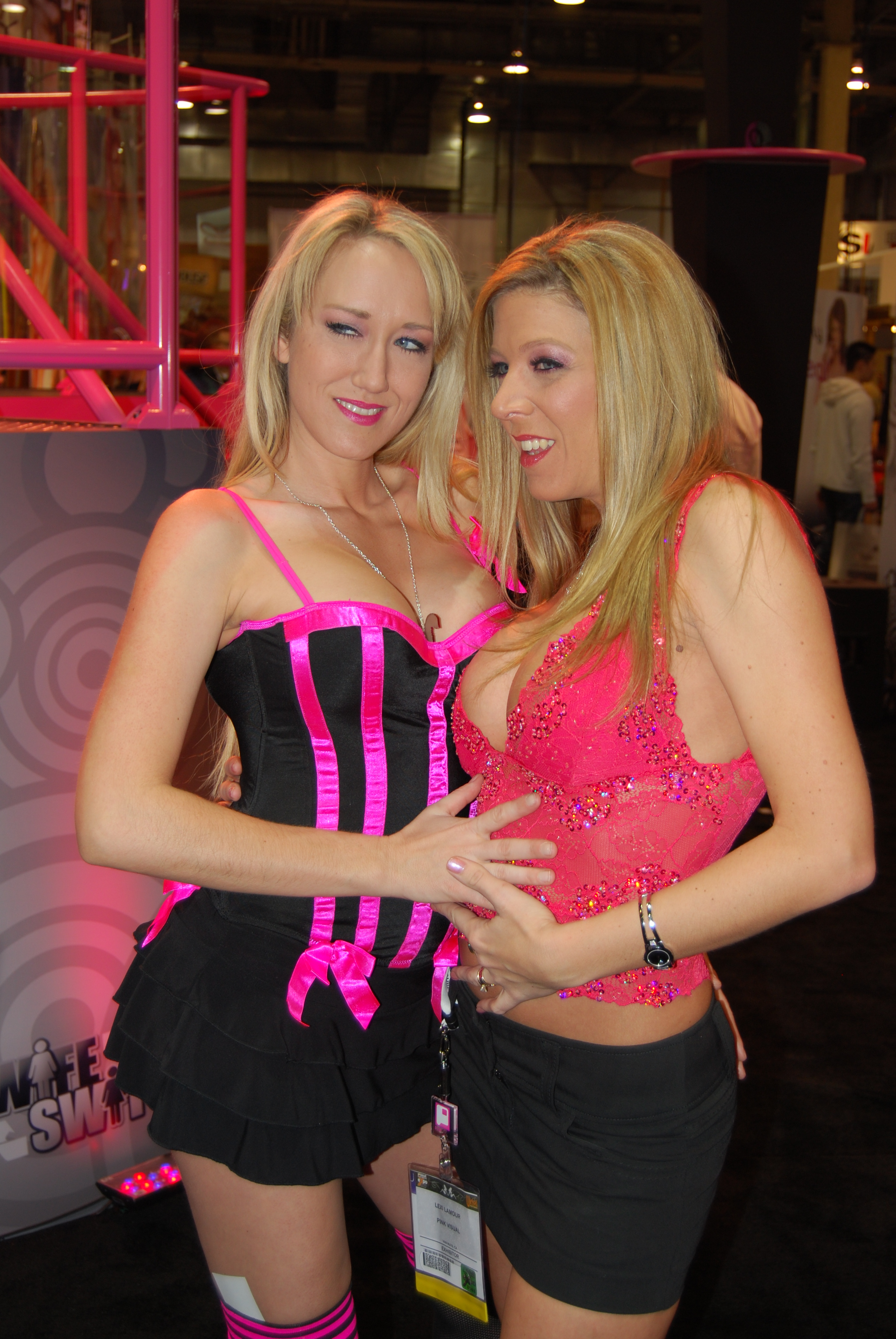
Alana Evans e Lexi Lamour

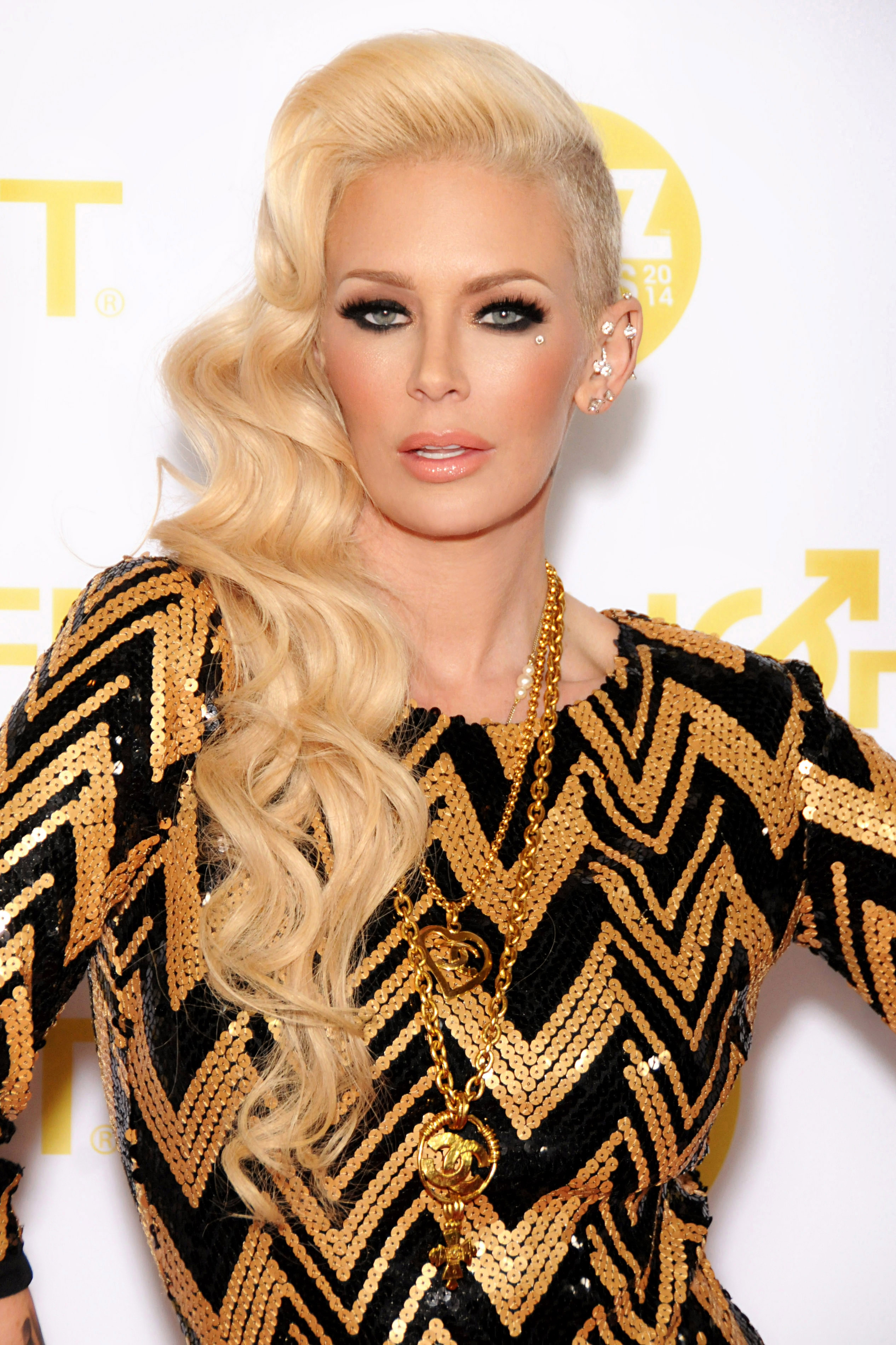
Jenna Jameson foi considerada como uma das mais famosas atrizes pornográficas

Um ator/atriz pornográfico(a) ou estrela pornô é alguém que aparece em filmes ou fotografias pornográficas, shows de sexo ao vivo ou peep shows. A maior parte dos atores e atrizes podem aparecer nus em filmes (geralmente filmado em gêneros de sexo explícito conhecidos como filme pornográfico). Tais vídeos tendem a ser feitos em vários subgêneros pornográficos e tentam apresentar uma fantasia sexual, e os atores selecionados para um determinado papel são selecionados principalmente por sua capacidade de criar ou adaptar essa fantasia. Os vídeos pornográficos são caracterizados como "softcore", que não contém representações de penetração sexual ou "fetichismo extremo" e "pornografia hardcore", que pode conter representações de penetração ou fetichismo extremo, ou ambos. Os gêneros e a intensidade sexual dos vídeos são determinados principalmente pela demanda. Dependendo do gênero do filme, a aparência na tela, a idade e as características físicas do filme principal atores e sua capacidade de criar o clima sexual do vídeo é de importância crítica. a maioria dos atores se especializam em certos gêneros, como o sexo gay, sexo lésbico, bondage, gang bang, sexo com strap-on, sexo anal, dupla penetração, engolir sêmen, creampie, mulheres adolescentes, interracial ou MILFs. Independentemente do gênero, a maioria dos atores é obrigado a aparecer nus em vídeos pornográficos.
Diferentemente da indústria de filmes tradicional onde geralmente homens recebem maiores cachês que as mulheres, atrizes pornográficas recebem, geralmente, cachês maiores que os atores. Para os homens, existe um desnível em acordo com o género: os cachês dos atores em películas pornográficas homossexuais são muito mais elevados do que em películas pornográficas heterossexuais.
A indústria da pornografia nos Estados Unidos foi a primeira a desenvolver seu próprio sistema de estrelas de cinema como Mia Khalifa, Sasha Grey e Devon o star system da pornografia, especialmente por razões comerciais. Em outros países, o sistema "estrela" não é comum, com o uso de atores amadores ao invés de atores profissionais. A maioria dos artistas usa um pseudônimo e se esforça para manter o anonimato fora da tela. Uma série de atores e atrizes pornográficas escrevem autobiografias. É muito raro que atores e atrizes pornográficos passem para a indústria cinematográfica tradicional. Alguns também trabalham como strippers em clubes de striptease ou como acompanhantes.
Com algumas exceções notáveis ou ocasionais, os atores pornográficos geralmente não são informados pela mídia tradicional. Como resultado, publicações e revistas especializadas (ou revistas pornográficas) surgiram para servir como fonte de informações sobre o setor, seus negócios, tendências e previsões, bem como seu pessoal. Dois dos meios de comunicação predominantes são o Adult Video News e o X-Rated Business Journal conhecido como XBIZ. O Internet Adult Film Database (IAFD) e a Adult Film Database listam as produções de filmes para adultos que datam dos anos 70, os artistas desses filmes e os diretores associados. Embora o IMDb também forneça banco de dados menor e menos informativo sobre produções e atores pornográficos.
O desempenho excepcional de atores e atrizes pornográficos é reconhecido em premiações como AVN Awards, XRCO Awards e XBIZ Awards. Os AVN Awards são prêmios de cinema patrocinados e apresentados e entregues anualmente pela revista Adult Video News (AVN). Eles são chamados de "Oscars do pornô". Os AVN Awards são divididos em quase 100 categorias, algumas das quais são análogas aos prêmios da indústria oferecidos em outros gêneros de filmes e vídeos, e outras que são específicas para filmes e vídeos pornográficos/eróticos. Os XRCO Awards são concedidos anualmente pela X-Rated Critics Organization. Os Venus Awards eram apresentados todos os anos em Berlim entre 1994 e 2004, como parte do festival Venus Berlin, um evento de comércio internacional erótico. Desde 2005, a Eroticline Awards é apresentado em seu lugar. Criada em 2009 pela Associação Brasileira de Empresas do mercado Erótico, a Erótika Video Awards era considerada o prêmio máximo do cinema pornográfico brasileiro e ocorria na Erótika Fair. O Prêmio Sexy Hot, também citado como Oscar do Pornô Brasileiro, é uma premiação dada aos atores, produtores e diretores pornográficos do Brasil que ocorre desde 2014.
O número de atores de filmes pornográficos que trabalharam nos Estados Unidos pode ser indicado pelo número de atores testados pela Adult Industry Medical Health Care Foundation (AIM). Quando em 2011 a sua base de dados foi vazado continha detalhes de mais de 12 000 atores pornográficos que tinham sido testados desde 1998. A partir de 2011, foi relatado que cerca de 1 200-1 500 artistas estavam trabalhando em "Porn Valley" em Vale de São Fernando da Califórnia.
Como o ato de fazer filmes pornográficos envolve sexo sem estímulos, geralmente sem preservativos (bareback), os atores pornográficos são particularmente vulneráveis às doenças sexualmente transmissíveis. Em um documento escrito pelo Conselho de Saúde Pública de Los Angeles, autoridades alegaram que entre 825 pessoas selecionadas entre 2000 e 2001, 7,7% das mulheres e 5.5% dos homens tinham clamídia, e 2% tinham gonorreia. Essas taxas são muito mais altas do que em pacientes que visitam clínicas de planejamento familiar, onde as taxas de clamídia e gonorreia foram de 4,0% e 0,7%, respectivamente. Entre janeiro de 2003 e março de 2005, aproximadamente 976 artistas foram reportados com 1,153 resultados positivos de testes de DST. Dos 1 153 resultados positivos do teste, 722 (62,6%) eram clamídia, 355 (30,8%) eram gonorreia e 126 (10,9%) eram coinfecções com clamídia e gonorreia. Sabe-se menos sobre a prevalência e o risco de transmissão de outras DST, como sífilis, vírus herpes simples, vírus do papiloma humano, hepatite B ou C, infecção de tricomoníase ou doenças transmitidas pela via fecal-oral. A coleta de dados da saúde pública de Los Angeles foi criticada por fontes da indústria pornográfica, alegando que a maioria dos testes positivos nunca havia feito um filme pornográfico e, de fato, estavam sendo excluídos da atuação de filmes pornográficos até tratarem suas DSTs. As DSTs não tratáveis, como o HSV, representam um caso difícil: de acordo com a atriz Chloe, "depois de ter ficado nesse negócio por um tempo, você tem herpes. Todo mundo tem herpes".
A alta taxa de doenças sexualmente transmissíveis na indústria cinematográfica pornográfica começou a mudar em 1998, quando grandes produtores de filmes pornográficos começaram a implementar um programa regular de testes periódicos para atores de filmes pornográficos. Na década de 1980, houve um surto de HIV e AIDS na indústria do cinema pornográfico e várias mortes de atores, o que levou à criação da Adult Industry Medical Health Care Foundation (AIM), que ajudou a estabelecer um padrão voluntário na indústria cinematográfica pornográfica dos Estados Unidos, onde atores de filmes pornográficos são testados para HIV, clamídia e gonorreia a cada 30 dias, e hepatite, sífilis e HSV duas vezes por ano. AIM afirma que este programa reduziu a taxa de doenças sexualmente transmissíveis entre os atores de filmes pornográficos para 20% da população em geral.